# Муртузалиев, Сергей Муртузали оглы
Сергей Муртузали оглы Муртузалиев (азерб. Sergey Murtuzəli oğlu Murtuzəliyev; 17 ноября 1963 — 30 августа 1993) — лётчик, военнослужащий Вооружённых сил Республики Азербайджан, Национальный Герой Азербайджана (1994).

## Биография
Родился 17 ноября 1963 года в посёлке Пираллахи, Азербайджанской ССР. После окончания обучения в средней школе поступил в школу лётчиков. Успешно окончив эту школу, продолжил образование в Ейском высшем военном авиационном училище.
Некоторое время работал в РСФСР. Затем приехал в Кюрдамир и начал службу в военном авиационном полку. Дослужился до звания подполковника. После ухода советских военных из Азербайджана, сам ремонтировал и вводил в боевой строй старые самолёты различных модификаций. Именно с тех пор он начал летать на этих самолётах.
Одним из первых полетел в Нагорный Карабах во время вооружённого противостояния двух наций. Неоднократно совершал вылеты в зону боевых действий, проявлял решительность в перевозке боеприпасов, продовольствия и мирных жителей. Уничтожил десятки бойцов противоборствующей стороны и вывел из строя несколько единиц бронетехники. Его самолёт дважды сбивался силами противника. Он умело сажал самолёт на землю и сам оставался жив.
Погиб 30 августа 1993 года, в ходе тренировочного полета, обучая курсантов лётному делу.
Сергей был женат, воспитывал двоих дочерей.

## Память
Указом Президента Азербайджанской Республики № 202 от 16 сентября 1994 года Сергею Муртузали оглы Муртузалиеву было присвоено звание Национального Героя Азербайджана (посмертно).
Сергей похоронен в селе Даркуш Сулейман-Стальского района Республики Дагестан близ города Дербент.
В военном авиационном полку в Кюрдамире Национальному Герою Азербайджана установлен бюст.